# Neuenmarkt-Wirsberg
Neuenmarkt-Wirsberg (niem: Bahnhof Neuenmarkt-Wirsberg) – stacja kolejowa w Neuenmarkt, w kraju związkowym Bawaria, w Niemczech. Znajduje się na linii Bamberg – Hof oraz Bayreuth – Neuenmarkt-Wirsberg. Według DB Station&Service ma kategorię 5. 

## Linie kolejowe
- Linia Bamberg – Hof
- Linia Bayreuth – Neuenmarkt-Wirsberg